# Okoška Gora
Okoška Gora – wieś w Słowenii, w gminie Oplotnica. W 2018 roku liczyła 220 mieszkańców.